# ساتون
ساتون (สตูล) شهری است واقع در جنوب تایلند و پایتخت استان ساتون در این کشور. بر طبق آمار سال ۲۰۰۵ این شهر ۲۱۴۹۸ نفر جمعیت دارد.
این شهر تا سال ۱۸۱۳ جزئی از ایالت مالایی کداح (که امروز در مالزی است) قرار داشت و «ستول» (نامی مالایی) نام داشت. بعدها در معاهده انگلستان و سیام در ۱۹۰۹ به جزئی از «مونتون پوکت» بدل شد و در ۱۹۳۳ با انحلال مونتون به کشور تایلند اضافه شد.
ساتون شهری مرزی به حساب می‌آید و قایق‌های مسافربری این شهر را به مقصد جزیره لنکاوی در مالزی ترک می‌کنند.